# Ульяновский (Волгоградская область)
Ульяновский, ранее также Ульянов — упразднённый хутор на территории Фроловского района Волгоградской области. В 1964 был исключён из учётных данных как фактически несуществующий.

## География
Хутор располагался в 46 километрах к северо-востоку от районного центра Фролово и в 4 километрах от центра сельсовета хутора Русско-Осиновского.

## История
До революции хутор Ульянов располагался на войсковых землях 27 отдела Усть-Медведицкого округа Области Войска Донского, на хуторе была ветряная мельница.
В 1936 году в населённом пункте была начальная школа.
Постановлением ВЦИК и СНК РСФСР от 21 мая и от 11 июня 1928 года был образован Фроловский район в составе Сталинградского округа Нижневолжского края. Хутор Ульяновский вошёл в состав района. При этом в одних документах указано, что ранее хутор находился в составе Кременской волости, в других — в составе Арчадино-Чернушенской волости Усть-Медведицкого округа. 30 июля 1930 года Сталинградский округ, как и большинство остальных округов СССР, был упразднён. Его районы отошли в прямое подчинение Нижне-Волжского края. 10 января 1934 года Нижне-Волжский край был разделён на Саратовский и Сталинградский края. Входил в состав Русско-Осиновского сельсовета. 5 декабря 1936 года Сталинградский край был преобразован в Сталинградскую область, в состав которой вошёл и Фроловский район.

## Население
В 1915 году в хуторе было 15 дворов, в которых проживало 156 человек (75 мужчин и 81 женщина). По переписи 1926 года — 313. В 1930 году — 333 человек, все были немцами.
На 1 января 1936 года в хуторе имелось 63 хозяйства, проживало 299 человек, преобладающая национальность — немцы.